# Neolophonotus ellenbergeri
Neolophonotus ellenbergeri là một loài ruồi trong họ Asilidae. Neolophonotus ellenbergeri được Londt miêu tả năm 1988. Loài này phân bố ở vùng nhiệt đới châu Phi.